# Ibrahim Hoxha
Ibrahim Daut Hoxha (ur. 15 kwietnia 1923 w Konispolu, zm. 26 października 2020 w Tiranie) – albański historyk specjalizujący się w historii Albanii i Czamerii, albanista, działacz ruchu oporu w czasie II wojny światowej, dziennikarz. Był pochodzenia czamskiego.

## Życiorys
W czasie II wojny światowej został zmuszony do przeniesienia się do Lushnji, gdzie został powołany do służby wojskowej we włoskiej armii, następnie przeszedł do ruchu oporu. Po wojnie przeniósł się do Tirany, gdzie kontynuował naukę w szkole oficerskiej. Był członkiem Albańskiej Partii Pracy, z której został wydalony w 1952 roku.
W 1955 roku został wydalony z wojska za antykomunistyczne poglądy, a kilka lat później został skazany na kilka lat więzienia za rzekome planowanie obalenia rządu. Z tego powodu miał trudności z kontynuowaniem nauki, jednak w 1964 zdołał ukończyć historię i geografię na Uniwersytecie w Tiranie.
Od 1960 roku zaczął fotografować oraz archiwizować rękopisy i dokumenty pochodzące z Czamerii. W latach 1965-1972 nagrywał pieśni Czamów w Radiu Tirana.

## Publikacje[2]
- Bilbila dhe thëllëza Çame
- Çamëria dhe Janina në vitet 1912-1922
- Daut Hoxha
- Enciklopedi Jug-Shqiptare
- Kështu luftuam ne
- Shqipëri moj dritë Ylli
- Turqit dhe Shqiptarët
- Viset Kombëtare shqiptare në shtetin grek
- Vjershëtarë të hershëm çamë të hershëm
- Këngë popullore Çame (1981)

## Odznaczenia
Został nagrodzony tytułem Honorowego Obywatela Miasta Konispol.

## Życie prywatne
Ojciec Ibrahima Hoxhy, Daut Hoxha, został zabity przez greckie wojska 15 czerwca 1940 roku.